# Vision 2030
Le plan Saudi Vision 2030 (en arabe : رؤية السعودية ٢٠٣٠) est un plan de développement mis en place par le gouvernement saoudien en 2016 qui vise à faire sortir le pays de sa rente pétrolière historique en diversifiant son économie et en ayant recours à diverses privatisations. Au sein du gouvernement, il est porté par le prince héritier et Premier ministre de l'Arabie saoudite Mohammed ben Salmane.
Le programme fait face à de vives critiques de la part des défenseurs des droits de l'homme, avec, selon une enquête menée en 2024, plus de 21 000 travailleurs qui seraient morts sur les chantiers liés au programme entre 2017 et 2024,.

## Histoire
Ce plan a été élaboré pour répondre aux difficultés budgétaires rencontrées par le royaume d’Arabie saoudite à la suite de la forte baisse des prix du pétrole en 2014. Or, jusqu’en 2015, 90 % des recettes publiques du pays proviennent du pétrole. Parmi les mesures prioritaires, le gouvernement a entrepris de diminuer fortement les dépenses publiques, en réduisant notamment les subventions à la consommation d’électricité, d’eau et de carburant, tout en augmentant les prix du carburant de près de 40 %,. 
Le 25 avril 2016, le plan Saudi Vision 2030 est rendu public par Mohammed ben Salmane, le prince héritier et Premier ministre de l'Arabie saoudite, également ministre de la Défense et président du Conseil des affaires économiques et du développement (CAED), qui le qualifie à cette occasion de plan « ambitieux mais réalisable ».
Le 7 juin 2016, le Conseil des ministres a approuvé le programme national de transformation qui a défini les objectifs et les cibles à atteindre d'ici 2020. Il s'agit de la première de trois phases quinquennales. Chaque phase contribuera à la réalisation d'un certain nombre d'objectifs et de cibles qui mettront l'Arabie saoudite sur la voie de la réalisation des objectifs ultimes du plan Saudi Vision 2030. En outre, pour aider l'Arabie saoudite à financer les projets à développer et faciliter le processus de réalisation des objectifs et des cibles, le prince héritier et Premier ministre Mohammed ben Salmane annonce en janvier 2016 qu'une introduction en bourse de la compagnie d'hydrocarbures Saudi Aramco aurait lieu. Ce plan prévoit notamment la vente de 5 % de la compagnie d'hydrocarbures Saudi Aramco pour multiplier les investissements hors du secteur énergétique et financer son programme de réformes,..

## Description
Les revenus pétroliers représentent 30 à 40 % du produit intérieur brut (PIB) réel de l'Arabie saoudite, sans compter la part de l'économie qui dépend également de la distribution de pétrole. Diminuer cette dépendance aux ressources pétrolières est l'un des objectifs du gouvernement saoudien depuis les années 1970. Le pétrole et les autres richesses naturelles dans les pays qui dépendent de ces ressources comme principale source de revenus ont été décrits comme la « malédiction des ressources ». Toutefois, la mise en œuvre de cet objectif a été instable et reste largement tributaire du prix du pétrole. La priorité essentielle est de pouvoir développer d'autres sources de revenus pour le gouvernement, comme les impôts, les taxes et les revenus du Fonds public d'investissement d'Arabie saoudite. Le Marafy Canal Megaproject est une initiative ambitieuse de l'Arabie saoudite pour redéfinir le paysage urbain de Jeddah, avec un canal de 11 km de long et 100 m de large.
Un autre aspect majeur est de réduire la dépendance des citoyens du pays à l'égard des dépenses publiques en dépensant des subventions, en augmentant les salaires et en augmentant la part de l'économie apportée par le secteur privé afin de fournir davantage d'opportunités d'emploi. Les objectifs du plan Saudi Vision 2030 peuvent être comparés à d'autres plans de développement au Moyen-Orient, par exemple le plan Vision 2035 du Koweït, le plan Vision 2030 de l'Égypte et le plan Vision 2021 des Émirats arabes unis.
Le plan Saudi Vision 2030 repose sur trois piliers principaux : faire du pays le « cœur des mondes arabe et islamique », devenir une puissance d'investissement mondiale et transformer la situation du pays en une plaque tournante reliant le supercontinent de l'Afro-Eurasie.
Il s'appuie sur les forces intrinsèques du pays :
1. L'Arabie saoudite est le pays des deux saintes mosquées (la mosquée al-Harâm et la mosquée du Prophète), ce qui place le royaume au cœur du monde arabe et islamique ;
2. L'Arabie saoudite utilise son pouvoir d'investissement pour créer une économie plus diversifiée et durable ;
3. L'Arabie saoudite utilise son emplacement stratégique pour renforcer son rôle de moteur du commerce international et pour relier trois continents : l'Afrique, l'Asie et l'Europe[10].

Le plan est supervisé par un groupe de personnes employées sous l'égide du National Center for Performance Measurement, de la Delivery Unit et du Project Management Office du Conseil des affaires économiques et du développement (CAED). Le programme national de transformation a été conçu et lancé en 2016 dans 24 organismes gouvernementaux.

## Projets et initiatives

### Secteur du divertissement
En mai 2016, l'Autorité générale pour le divertissement annonce par décret royal, que plus de 2 milliards de dollars ont été investis. En avril 2017, le gouvernement saoudien annonce la construction d'un complexe sportif, culturel et de divertissement de 334 kilomètres carrés situé à Al-Qidiya, au sud-ouest de Riyad. Le projet comprendra un parc à thème Six Flags, dont l'ouverture est prévue en 2022. En mai 2017 à Riyad, le premier concert public de musique en direct depuis plus de 25 ans a lieu, avec le musicien de country américain Toby Keith et le chanteur saoudien Rabeh Sager (en),.
Dans le cadre du plan Saudi Vision 2030, le 87e anniversaire de la fondation du pays est célébré par des concerts et des spectacles. Pour la première fois, les femmes sont autorisées à entrer dans le stade international du Roi-Fahd de Riyad.
Le 5 mars 2018, l'Autorité générale des sports annonce un partenariat de 10 ans avec la World Wrestling Entertainment (WWE) pour organiser des événements annuels de pay-per-view en Arabie saoudite. Le 27 avril 2018, le premier événement, WWE Greatest Royal Rumble, a lieu au stade Roi-Abdallah de Djeddah. En raison des restrictions imposées aux droits des femmes, les artistes féminines de la WWE n'étaient pas initialement présentes dans ces événements. La première exception à cette règle s'est produite à l'édition 2019 de Crown Jewel le 31 octobre 2019, qui a mis en vedette Lacey Evans et Natalya dans le premier match de catch professionnel féminin à se dérouler en Arabie saoudite. Dans le respect d'une tenue vestimentaire conservatrice, elles ont tous deux porté des leggings et des t-shirts noirs par-dessus des combinaisons au lieu de leur tenue de ring habituelle. Depuis lors, les matches féminins sont à l'honneur dans les événements.
Après avoir levé son moratoire de 35 ans sur la construction de nouveaux cinémas dans le pays, l'Arabie saoudite ouvre le 18 avril 2018 à Riyad le premier nouveau cinéma appartenant à la chaîne de salles de cinéma AMC Theatres,. En décembre 2019, le festival de musique MDL Beast s'est tenu à Riyad, attirant 200 000 visiteurs sur trois jours et présentant des artistes tels que David Guetta, Afrojack, J. Balvin, Monsta X et R3hab.
En janvier 2020, l'Arabie saoudite dévoile son projet de construction d'un nouveau circuit de course à Qiddiya, conçu par l'ancien pilote de Formule 1 Alexander Wurz, visant à accueillir des épreuves de F1 ou de MotoGP dès 2023. En novembre 2020, les responsables de la Formule 1 annoncent qu'une course sera organisée sur le nouveau circuit en 2021.

### Visa de tourisme
Le 27 septembre 2019, pour faire avancer le plan Saudi Vision 2030 de l'Arabie saoudite, le pays annonce officiellement la délivrance du visa touristique permettant aux visiteurs de 49 pays de visiter le pays jusqu'à 90 jours pour un montant de 80 dollars. Le visa peut être obtenu en ligne (eVisa) ou à l'arrivée.

## Neom et The Line
Le 25 juillet 2022, Mohammed ben Salmane présente les nouveaux plans de NEOM ainsi que son projet phare appelé « The Line ». Faisant partie du plan Saudi Vision 2030, ce dernier formera le centre de la cité futuriste et sera constitué de deux gigantesques gratte-ciel parallèles de 500 mètres de haut sur 200 mètres de large et s'étendant sur 170 kilomètres. D'après les objectifs fixés par Mohammed ben Salmane, « The Line » pourra accueillir 1,2 million d’habitants en 2030 et 9 millions d’habitants à terme en 2045. Sur le site web dédié au projet, il est indiqué que ce projet « utilisera des énergies 100 % renouvelables et 95 % des terres seront préservées pour la nature. Contrairement aux villes traditionnelles, la santé et le bien-être des personnes passeront avant les transports et les infrastructures ». NEOM devrait dépasser les 500 milliards de dollars et sera entièrement financé par l’Arabie Saoudite.

## Réactions critiques

### Problèmes structurels
Selon un document de recherche rédigé par Jane Kinninmont pour Chatham House, les désavantages structurels du pays, tels que la faiblesse des institutions, l'inefficacité de la bureaucratie et les écarts de compétences importants entre la demande de main-d'œuvre et le système éducatif, entravent les perspectives de croissance du pays. Rééquilibrer le marché de l'emploi dans le secteur privé s'avérera également un défi puisqu'il est actuellement composé en majorité d'expatriés. L'une des difficultés est que le secteur privé offre des salaires plus bas et que les expatriés sont plus faciles à embaucher et à licencier. Actuellement, deux fois plus de ressortissants saoudiens travaillent dans le secteur public que dans le secteur privé. Le défi consiste à amener une plus grande partie des nationaux à accepter des emplois moins bien rémunérés et comportant plus d'heures que les emplois publics typiques. Le secteur privé doit également s'éloigner des activités commerciales qui nécessitent une main-d'œuvre à très faible coût.
Selon Hilal Khashan, membre du groupe de réflexion conservateur américain du Forum du Moyen-Orient, pour que le plan Saudi Vision 2030 réussisse, ignorer la relation entre le développement économique et politique n'est plus une option viable, les développements nécessaires pour augmenter le produit intérieur brut (PIB) comme prévu encourageront la rupture du système tribal en cours. Un autre aspect est la « tolérance zéro à l'égard de la corruption » qui peut être très difficile à atteindre avec une « société où les liens familiaux, tribaux et régionaux sont plus forts que la conception nébuleuse de l'identité étatique ». 
Certains journalistes ont émis l'hypothèse que les objectifs du plan étaient trop ambitieux, et ont noté que la croissance non pétrolière était jusqu'à présent insuffisante et menaçait la réussite de la mise en œuvre du plan,. Un rapport estime qu'en dépit de l'orientation générale tournée vers l'avenir du programme national de transformation, « la réforme politique semble être absente de l'agenda politique ».

### Sport
Dans le cadre du plan Saudi Vision 2030, l'Arabie saoudite a mis l'accent sur le sport, où elle a signé des contrats avec l'Italie (Fédération italienne de football et Lega Serie A) et l'Espagne (Liga Nacional de Fútbol Profesional) pour accueillir les finales de leurs coupes nationales. En octobre 2021, dans le cadre d'un consortium, le Fonds public d'investissement d'Arabie saoudite a obtenu une participation de 80 % dans le club de Newcastle United, club anglais évoluant en Premier League. Ceci se réalise après une précédente tentative de reprise du club en 2020, qui a échoué. Le pays s'apprête également à lancer sa propre chaîne sportive. Cependant, elle n'a toujours pas réussi à obtenir les droits de diffusion de la Ligue des champions de l'UEFA. En 2021, l'Arabie saoudite a engagé le Boston Consulting Group, et quelques autres consultants occidentaux, concernant son intérêt pour la candidature à l'organisation de la Coupe du monde de football 2030. Ces sociétés ont été chargées d'analyser les possibilités d'une candidature saoudienne. Cependant, cette candidature était un gros coup et allait à l'encontre de la politique de rotation continentale de la Fédération internationale de football association (FIFA). Les règles de la fédération de football empêchaient les pays de la Confédération asiatique de football (AFC) d'accueillir la Coupe du monde jusqu'en 2034, puisque le Qatar accueillait déjà le tournoi en 2022. Pourtant, des incertitudes subsistaient, car Mohammed ben Salmane entretenait des liens étroits avec le président de la FIFA, Gianni Infantino.
L'organisation d'événements sportifs en Arabie saoudite dans le cadre de cette stratégie est décrite comme une tentative de blanchiment sportif du bilan du pays en matière de droits de l'homme,.

### Expulsion
En octobre 2021, les autorités saoudiennes ont lancé un plan de démolition et d'expulsion à grande échelle pour le projet central de Djeddah lancé en décembre. Les démolitions ont touché 558 000 personnes dans plus de 60 quartiers. Amnesty International a confirmé, grâce à des documents officiels, que certains habitants n'ont été prévenus des expulsions que 24 heures à l'avance, tandis que d'autres ont été prévenus entre une et six semaines auparavant. Dans certains cas, le mot « évacuer » était inscrit sur les bâtiments, tandis que les médias d'État et les panneaux d'affichage informaient les autres des démolitions. Les médias d'État ont également diffusé un récit sur les résidents, affirmant que la majorité d'entre eux étaient des sans-papiers. Il était dit que les quartiers étaient « envahis par les maladies, la criminalité, la drogue et le vol ». En janvier 2022, les autorités saoudiennes ont annoncé un programme de compensation, qui ne couvrait pas les ressortissants étrangers, qui représentaient 47 % des personnes expulsées. La valeur de l'indemnisation devait être évaluée après les démolitions. Les résidents ont déclaré que les communautés étaient « détruites » et qu'il était difficile pour les migrants de se payer un autre logement. Certains se plaignent même de retards dans l'indemnisation.
En juin 2020, après l'assassinat d'Abdulraheem al-Huwaiti de la tribu Huwait, le prince héritier Mohammed ben Salmane a engagé une société américaine de relations publiques et de communication, Ruder Finn, pour contrer les aspects négatifs du projet NEOM. Le pays a signé un contrat d'une valeur de 1,7 million de dollars, malgré la crise du Covid-19.

### Assassinat de Jamal Khashoggi
En raison de la controverse croissante et de l'escalade des tensions dues à l'implication présumée de l'Arabie saoudite dans l'assassinat de Jamal Khashoggi, Google Cloud Platform, KKR & Co. L.P., Ford, JPMorgan Chase, BlackRock, Uber et Blackstone ont tous retiré le nom de leur président-directeur général (PDG) du sommet qui s'est tenu le 23 octobre 2018. De grands groupes médiatiques tels que CNN, Bloomberg LP, CNBC, le New York Times, Fox Business Network, le Financial Times, le Los Angeles Times et le HuffPost se sont également retirés en tant que partenaires. La communauté internationale s'est montrée réticente à investir en Arabie saoudite. En outre, des actifs ont été déplacés à l'étranger et le golfe Persique est devenu économiquement peu attrayant. Malgré cela, les investissements étrangers dans le pays ont augmenté en 2018 de 110 % par rapport à l'année précédente, selon le ministère de l'Économie et de la Planification saoudien.
Les deux énormes projets touristiques prévus par le gouvernement saoudien le long de la mer Rouge devaient être dirigés par l'entrepreneur britannique Richard Branson. Le 11 octobre 2018, Richard Branson déclare qu'il suspend son rôle de conseiller pour les deux projets dans le contexte de l'assassinat de Jamal Khashoggi. Richard Branson suspend également les discussions avec le gouvernement saoudien concernant un investissement dans la société aérospatiale Virgin Galactic. Il déclare qu'il a « de grands espoirs pour le gouvernement actuel du Royaume et son dirigeant, le prince héritier Mohammed ben Salmane... La disparition du journaliste Jamal Khashoggi, si elle est avérée, changerait clairement la capacité de n'importe lequel d'entre nous en Occident à faire des affaires avec le gouvernement saoudien ».

### Droits des femmes
Début 2017, les écoles publiques saoudiennes ont annoncé qu'elles proposeraient des cours d'éducation physique aux garçons et aux filles à partir de l'automne 2017. Plus tard dans l'année, le gouvernement saoudien a annoncé qu'il autoriserait les femmes à assister à des manifestations sportives, y compris à l'intérieur des stades. Le 26 septembre 2017, un décret royal a été publié accordant aux femmes le droit de conduire des véhicules. Il est entré en vigueur en juin 2018.
Si les changements apportés à la loi ont permis d'améliorer le bien-être des femmes, certains affirment que des progrès restent néanmoins à faire. Le cas de l'avocate et militante des droits humains saoudienne Israa al-Ghomgham a été révélé après qu'elle et son mari ont été arrêtés en décembre 2015 pour avoir demandé la libération des prisonniers politiques et la fin de la discrimination gouvernementale anti-chiite. Les procureurs saoudiens demandent la peine de mort pour Israa al-Ghomgham. En septembre 2019, Israa al-Ghomgham ne risque plus la peine de mort, mais des peines de prison et des amendes. Une rumeur de son exécution s’était répandue durant le week-end. Le 10 février 2021, Israa al-Ghomgham est condamnée à 8 ans d'emprisonnement,.
En 2019, l'application web gouvernementale Absher attire l'attention des médias. Elle est critiquée pour avoir suivi les mouvements des femmes du pays. L'application, qui promeut un système de tutelle masculine, permet aux hommes de gérer numériquement la vie des femmes en spécifiant où et quand une femme peut voyager. L'application envoie également des alertes sur les téléphones des hommes si une femme utilise son passeport à la frontière. Le Parlement européen et le Congrès des États-Unis ont condamné l'application et ont exhorté l'Arabie saoudite à abolir son système de tutelle masculine. En août 2019, l'Arabie saoudite a levé les restrictions de voyage pour les femmes et a accordé un plus grand contrôle à celles qui ont plus de 21 ans.